# Мезентеріальна ішемія
Гостра мезентеріальна ішемія, мезентеріальний інфаркт, мезентеріальний тромбоз — гострий стеноз артерій, які кровопостачають кишку, що призводить до інфаркту та некротизації відповідного її відділу. Як артеріальна емболія, так і венозний тромбоз, можуть відігравати вирішальну роль. Оклюзія мезентеріальних судин зазвичай уражає пацієнтів старшого віку із серцево-судинними захворюваннями в анамнезі.

## Патогенез
Гостра мезентеріальна ішемія може бути неклюзивною (НОМІ) або оклюзивною (ОМІ), при цьому первинна етіологія надалі визначається як брижова артеріальна емболія (50 %), мезентеріальний артеріальний тромбоз (15–25 %), або мезентеріальний венозний тромбоз (5–15 %)
Відповідно до уражених артерій при ОМІ, у приблизно 85 % випадків спостерігається оклюзія / стеноз верхньої брижової артерії, решта діляться приблизно порівну між черевним стовбуром і нижньою брижовою артерією. Стеноз нижньої брижової артерії клінічно легший і має сприятливіший прогноз, оскільки вона забезпечує кров'ю значно меншу зону.
Неоклюзивна мезентеріальна ішемія виникає приблизно в 20 % випадків і, як правило, є наслідком вазоконстрикції верхньої брижової артерії, пов'язаної із низьким спланхнічним кровотоком. Пацієнти з НОМІ, як правило, страждають від тяжкої супутньої патології, зазвичай серцевої недостатності, яка може бути наслідком сепсису. Гіповолемія та застосування судинозвужувальних засобів можуть спричинити в даному випадку клінічні прояви інтестинальної ішемії.

## Стадії
Мезентеріальна ішемія може бути небезпечною для життя і зазвичай перебігає в три стадії:
- Початкова стадія: проявляється сильним спазмоподібним болем у животі, можлива кривава діарея, та початковими симптомами шоку, часто без захисного напруження передньої стінки живота. Біль в основному виникає в області пупка . Некроз ураженої частини кишки починається вже через дві години після оклюзії, саме тому він вимагає термінових дій у будь-якому випадку.
- Латентна стадія: оманливе полегшення болю та інших клінічних проявів протягом декількох годин, зменшення перистальтики кишки («оманиливий спокій»).
- Стадія непоправного кишкового некрозу: паралітична кишкова непрохідність, перитоніт, та виражена загальна інтоксикація організму з розвитком поліорганної недостатності, шокового стану.

## Діагностика
Діагноз ґрунтується на основі:
- Клінічних проявів гострого живота з наростаючим погіршенням стану пацієнта.
- Лейкоцитозу> 20000 / мкл.
- Метаболічного ацидозу, лактоацидозу
- Результатів кольорової дуплексної сонографії.
- Даних ангіографії ураженої ділянки.
- Результатів комп'ютерної томографії.
- Даних оглядової рентгенографії органів черевної порожнини — неспецифічні ознаки кишкової непрохідність.

## Лікування
При неклюзивній мезентеріальній ішемії — першочергово проводять консервативне лікування та лікування супутньої патології.
При оклюзійній мезентеріальній ішемії, тобто закупорці судини, показане екстрене хірургічне втручання з метою реваскуляризації ураженої ділянки кишки шляхом відновлення кровотоку за допомогою ангіопластики або відкритої тромбектомії з накладанням стоми на місці ураженої ділянки кишки. Некротичні частини кишки повинні бути видалені .

## Прогноз
Через швидкий перебіг  летальність досягає 80 % залежно від стадії, та місця ураження. Це також пов'язано з тим, що діагноз зазвичай ставлять занадто пізно (складна диференціальна діагностика).